# Karoline Henkel
Karoline Henkel (* 1987) ist eine deutsche Filmproduzentin.

## Karriere
Henkel studierte Filmproduktion an der Filmakademie Baden-Württemberg und produzierte währenddessen den Kurzfilm E.+U. Darauf folgten weitere Kurzfilme und 2013 das Filmdrama Zwei Mütter von Regisseurin Anne Zohra Berrached. Zusammen mit ihren Kommilitonen Arto Sebastian und Jasper Mielke gründete sie 2016 das Produktionsunternehmen „Wood Water Films“. Ihr zweiter Langfilm war Schneeblind, in dem es um den einen blinden Jungen im Hungerwinter 1946/47 im Schwarzwald geht. 2021 produzierte sie den Film Bürgermeister, Schäfer, Witwe, Drache, der beim Filmfestival Max Ophüls mehrfach ausgezeichnet wurde. Darauf folgte 2023 Alaska und 2024 Jenseits der blauen Grenze. Mit dem Dokumentarfilm Soldaten des Lichts ist sie beim DOK.fest München 2025 für den VFF Dokumentarfilm-Produktionspreis nominiert.

## Filmografie (Auswahl)
- 2011: E.+U (Kurzfilm)
- 2012: Heilige und Hure (Kurzfilm)
- 2012: Hunde wie wir (Kurzfilm)
- 2013: Zwei Mütter
- 2013: Unter Brüdern (Kurzfilm)
- 2014: Stavanger (Kurzfilm)
- 2014: Aussi loin (Kurzfilm)
- 2014: Absent (Kurzfilm)
- 2017: Schneeblind
- 2019: Sag du es mir
- 2021: Bürgermeister, Schäfer, Witwe, Drache
- 2023: Alaska
- 2023: Rohbau
- 2024: Jenseits der blauen Grenze

## Auszeichnungen
- 2025: DOK.fest-Nominierung für den VFF Dokumentarfilm-Produktionspreis für Das fast normale Leben